# Michael Angelo Picchioni
Michael Angelo Picchioni (někdy též Pichioni), (15. listopadu 1817, Borgo Santo Pietro, Itálie – 6. února 1891, Ljubljana, Slovinsko) byl italský šlechtic a rytíř, majitel zámku Český Rudolec a poslanec Moravského zemského sněmu.

## Vzdělání a vojenská služba
Roku 1834 absolvoval gymnázium v Basileji, poté vstoupil do ženijní akademie ve Vídni. Roku 1838 nastoupil vojenskou službu v ženijním štábu rakouské armády, kde dosáhl hodnosti majora.
V roce 1854 se oženil s Katarinou, vdovou po rytíři von Liebenbergovi. Tím se poměrně rychle začal měnit jeho život. V roce 1856 zakoupil od hraběte Lva Razumovského velkostatek Český Rudolec se statkem Bolíkov a začal se věnovat jeho zvelebování. Následkem toho v roce 1857 také vystoupil z armády.

## Stavební činnost
Ukázalo se, že Picchioni dokáže svou ženijní kvalifikaci dobře zúročit i v civilu. Nejvíce je dnes znám díky zásadní přestavbě zámku Český Rudolec, k němuž přistoupil po požáru v roce 1860. Původní barokní zámek tak získal moderní novogotický charakter. Přestavba do stylu tudorovské gotiky probíhala podle plánů samotného Picchioniho. Po všech stránkách za Picchioniho také vzkvétal celý jeho českorudolecký velkostatek. Kromě toho zveleboval celé českorudolecké údolí a to jak po stránce hospodářské, tak i po stránce rekreační (například stavba rozhledny nad obcí).
Vypracoval rovněž projekt na obnovu poutního kostela Montserrat, stojícího nedaleko Bolíkova u obce Mutná. Stavitelství po určitou dobu na jižní Moravě také vyučoval.

## Veřejná činnost
V Českém Rudolci zřídil školní nadaci ve výši 3 000 zlatých pro podporu vzdělávání chudých dětí z Českého Rudolce, Matějovce a Stoječína.
Mezi lety 1870 až 1882 se jako člen okresní komise v Dačicích zapojil do procesu regulace pozemkové daně. Později v této záležitosti působil také v Brně a nakonec jako člen ústřední komise ve Vídni. Měl údajně nemalé zásluhy na tom, že Morava nakonec nebyla pozemkovou daní nepřiměřeně zatěžována.

## Poslanec
V roce 1871 byl zvolen poslancem Moravského zemského sněmu, kde zasedal až do roku 1883. Patřil do tábora německých liberálů. S návrhy vystupoval sporadicky. Nadále si však udržoval velký zájem o věci komunální. Byl členem Moravskoslezské společnosti pro povznesení orby v Brně a dalších podobných spolků, podílel se také na vzniku Živnostenského muzea v Brně.

## Povýšení do šlechtického stavu
Za jeho záslužnou činnost o veřejné blaho mu udělil císař František Josef I. v roce 1874 řád železné koruny III. třídy, čímž byl povýšen mezi rakouskou šlechtu.